# Carga de Canoas
Carga de Canoas é uma pintura de Oscar Pereira da Silva. A obra é do gênero pintura histórica e esteve localizada na sala dedicada às monções, no Museu Paulista, representando o embarque e partida de uma monção. Baseada em desenho de Hercule Florence, a pintura foi encomendada por Afonso d’Escragnolle Taunay, que esteve à frente da diretoria do Museu entre 1917 e 1945.

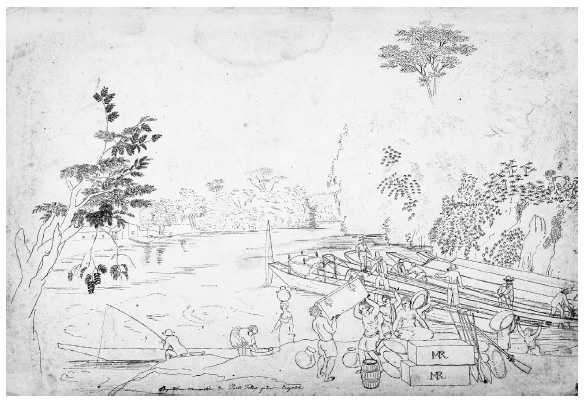
"Expedição mercantil de Porto Feliz a Cuiabá", desenho de Florence

## Descrição
A obra de Oscar Pereira da Silva, feita em óleo sobre tela em 1920, foi encomendada por Afonso Taunay, então diretor do Museu Paulista, e pertence ao Fundo Museu Paulista sob o número de inventário 1-19213-0000-0000. O quadro possui as seguintes medidas: 100 cm de altura e 140 cm de largura.

## Análise
A pintura foi composta a partir do desenho Expedição Mercantil de Porto Feliz para Cuiabá, de Hercules Florence, provavelmente durante a década de 1820. A cena retrata o trabalho de preparação de monções. A parte principal do quadro representa o rio Tietê com mata fechada e, do lado esquerdo, habitações. No quadro, há escravos que preparam a embarcação.
As bandeiras na canoa são do Império do Brasil, uma importante modificação de Oscar Pereira da Silva em relação ao desenho original de Florence que serviu de base para a produção da tela. Florence foi um dos dois desenhistas contratados pelo cônsul barão Georg Heinrich von Langsdorff, da Alemanha, para realizar o registro da Expedição Langsdorff pelos rios Tietê, Paraná e Pardo, realizada entre 1825 e 1826. No desenho de Florence, a bandeira é russa, já que a expedição foi financiada pelo Imperador da Rússia, Alexandre I.
Apesar do título da tela e do desenho original indicarem o momento de embarque da Expedição, análises com base na comparação com outro desenho de Florence, Partida de uma expedição mercantil de Porto Feliz para Cuiabá, sugerem que a cena representada na tela em questão poderia ser, na verdade, o final de um pouso (ou varação). Entretanto, a diferenciação também poderia ser ocasionada pela simples mudança de ângulo de Florence ao desenhar.

## Contexto
A obra foi encomendada por Afonso Taunay para compor a sala A12, "Consagrada à antiga iconografia paulista", inaugurada em 1922. O projeto, encabeçado por Taunay, de articular a produção de telas baseadas em obras de Florence entre o final da década de 1910 e começo da década de 1920  visava a preparação do Museu Paulista para a celebração do 1º Centenário da Independência sob a construção de uma narrativa nacional centrada em São Paulo. Além de Carga das canoas, Pereira da Silva compôs outras obras para o acervo do Museu Paulista durante a gestão de Taunay, como 9º Encontro de monções no sertão, também baseada em desenho de Florence e Partida de Porto Feliz, baseada em desenho de Aimé-Adrien Taunay. O Museu Paulista também conta com a tela Partida da Monção, de José Ferraz de Almeida Júnior, que retrata exatamente o mesmo momento da expedição, o de embarque e partida de uma monção.